# Piggasjön
Piggasjön är en sjö i Älmhults kommun i Småland och ingår i Skräbeåns huvudavrinningsområde. Sjön har en area på 0,0735 kvadratkilometer och ligger 166,1 meter över havet. Sjön avvattnas av vattendraget Grytån.

## Delavrinningsområde
Piggasjön ingår i det delavrinningsområde (625913-142014) som SMHI kallar för Utloppet av Södra Grytsjön. Medelhöjden är 169 meter över havet och ytan är 14,47 kvadratkilometer. Det finns inga avrinningsområden uppströms utan avrinningsområdet är högsta punkten. Grytån som avvattnar avrinningsområdet har biflödesordning 3, vilket innebär att vattnet flödar genom totalt 3 vattendrag innan det når havet efter 56 kilometer. Avrinningsområdet består mestadels av skog (67 procent) och öppen mark (14 procent). Avrinningsområdet har 1,2 kvadratkilometer vattenytor vilket ger det en sjöprocent på 8,3 procent.